# ولتشکووا
ولتشکووا (به چکی: Vlčková) یک منطقهٔ مسکونی در جمهوری چک است که در شهرستان زلین واقع شده‌است. ولتشکووا ۱۰٫۹ کیلومتر مربع مساحت و ۳۷۸ نفر جمعیت دارد و ۳۷۷ متر بالاتر از سطح دریا واقع شده‌است.